# فاليري أدامس
فاليري كاسانيتا أدامز (بالإنجليزية: Valerie Kasanita Adams) هي دافعة ثقل نيوزلندية ولدت في يوم 6 أكتوبر 1984 في مدينة روتورا في نيوزيلندا، هي واحدة من أفضل الرياضيات في هذه المسابقة، أبرز إنجازاتها هو فوزها بالميدالية الذهبية في دورة الألعاب الأولمبية الصيفية 2008 في بكين وكذلك الميدالية الذهبية في دورة الألعاب الأولمبية الصيفية 2012 في لندن وألتي فازت بها بعد أن سحبت الميدالية من البيلاروسية نادزيا أوستابتشيوك بعد إكتشاف تناولها للمنشطات، وعلى صعيد بطولة العالم تمكنت من تحقيق 4 ميداليات ذهبية في دورات 2007 و 2009 و2011 و2013، بالإضافة لميدالية فضية حققتها في دورة 2005، أفضل رقم لها هو 21.24 متر والذي سجلته في بطولة العالم لألعاب القوى 2011 في دايغو.

## روابط خارجية
- فاليري أدامس على موقع الاتحاد الدولي لألعاب القوى (الإنجليزية)
- فاليري أدامس على موقع الدوري الماسي (الإنجليزية)
- فاليري أدامس على موقع اللجنة الأولمبية الدولية (الإنجليزية)
- فاليري أدامس على موقع أوليمبيديا (الإنجليزية)
- فاليري أدامس على موقع اللجنة الأولمبية النيوزيلندية (الإنجليزية)
- فاليري أدامس على موقع اتحاد ألعاب الكومنولث (مؤرشف) (الإنجليزية)
- فاليري أدامس على موقع اتحاد ألعاب الكومنولث (مؤرشف) (الإنجليزية)
- فاليري أدامس على موقع دورة ألعاب الكومنولث 2006 (مؤرشف) (الإنجليزية)
- فاليري أدامس في الدوري الماسي